# Whisps
Whisps é uma marca americana de queijos e salgadinhos.

## História
Ilana Fischer trabalhou para a Schuman Cheese em 2015 e iniciou a marca com a Costco . Fischer diz: “Essa é a nossa mentalidade, nossa abordagem ao mercado. Para quem vendemos na loja onde nos posicionamos.”  Em 2018, eles se tornaram independentes. 
Em 2021, John Ghingo, originalmente da Applegate Farms, tornou-se o CEO.  Mais tarde, eles realizaram um concurso em que alguém deveria comer seu produto por um ano, e o vencedor recebia $ 10.000.  Mais tarde, eles lançaram Cheese Crumbs e uma mistura de nozes. 
Em 2023, eles introduziram um sabor Buffalo e Cheese And Pretzel Bites na linha de produtos. 